# 얼룩바다뱀
얼룩바다뱀(학명: Hydrophis cyanocinctus 히드로피스 키아노킨크투스[*])은 코브라과 먹대가리바다뱀속의 일종이다. 얼룩바다뱀은 황색 또는 흰색 바탕에 검은색 띠무늬를 가지고 있으며 푸른색을 띠기도 한다. 머리는 검은색 비늘로 덮여 있으며 몸통은 굵고 통통하며 뒷부분으로 갈수록 두껍다.
크기는 보통 전체 길이가 110~180cm이다. 인도양, 페르시아만, 이란, 파키스탄, 인도, 스리랑카, 방글라데시, 미얀마, 태국, 말레이시아, 필리핀, 파나이섬, 한국, 일본, 솔로몬 제도, 남중국해, 동중국해, 산둥반도, 랴오닝, 뉴기니에 이르는 넓은 지역에 분포한다.